# Montacuta limpida
Montacuta limpida är en musselart som beskrevs av Dall 1899. Montacuta limpida ingår i släktet Montacuta och familjen Lasaeidae. Inga underarter finns listade i Catalogue of Life.